# Route 22 (Nouvelle-Écosse)
Pour les articles homonymes, voir Route 22.
La route 22 est une route principale de la Nouvelle-Écosse située dans l'est de la province, sur l'Île du Cap-Breton. Elle sert de lien entre Sydney et Louisbourg. Elle traverse une région boisée sur 35 km (22 mi).

## Description du tracé
La route 22 débute dans le centre-ville de Sydney, la plus grande ville du Cap-Breton. Elle débute à l'intersection des rues Prince (la route 4) et George. Elle traverse le centre de la ville en empruntant la rue George et quitte la ville en se dirigeant vers le sud-est. Elle croise la route 125, puis elle continue sa route vers le sud-est sur 25 km (16 mi), traversant la rivière Mira à Albert Bridge. Elle atteint finalement Louisbourg, où elle se termine en continuant en tant que Main Street vers la forteresse.

## Intersections majeures
| Comté      | Ville         | km    | Destinations                                                    | Notes                        |
| ---------- | ------------- | ----- | --------------------------------------------------------------- | ---------------------------- |
| Cap-Breton | Sydney        | 0,00  | Route 4 (Prince Street) – Sydney River, Saint-Pierre, Glace Bay |                              |
| Cap-Breton | Sydney        | 3,30  | Route 125 vers Route 105 – Glace Bay, North Sydney, Baddeck     | Sortie 8 de la Route 125     |
| Cap-Breton | Hornes Road   | 15,60 | Route 255 nord – Mira Gut, Hornes Road                          | Terminus sud de la Route 255 |
| Cap-Breton | Albert Bridge | 17,40 | Traverse la rivière Mira                                        | Traverse la rivière Mira     |
| Cap-Breton | Louisbourg    | 35,60 | Site historique national de la Forteresse de Louisbourg         |                              |
|            |               |       |                                                                 |                              |